# Bosnien och Hercegovina i olympiska vinterspelen 2002
Bosnien och Hercegovina deltog i olympiska vinterspelen 2002. Bosnien och Hercegovinas trupp bestod av 2, båda var män. 

## Trupp
| Namn              | Sport (Antal grenar) | Ålder |
| ----------------- | -------------------- | ----- |
| Enis Bećirbegović | Alpin skidåkning (1) | 25    |
| Tahir Bisić       | Alpin skidåkning (3) | 20    |

## Resultat

### Alpin skidåkning
- Storslalom herrar
  - Tahir Bisić - 44
  - Enis Bećirbegović - ?

- Slalom herrar
  - Tahir Bisić - 29

- Kombinerad Herrar
  - Tahir Bisić - ?